# Alpenparlament
Alpenparlament ist eine private Organisation im Berner Oberland in der Schweiz, die eine Webseite und ein Internetfernsehen unter der Domain www.alpenparlament.tv betreibt und sich politisch betätigt.
Laut der Zeitung Der Bund verbreitet die Organisation über ihre Medien «antisemitische, rassistische und esoterische Verschwörungstheorien». Sie vertreibt laut der Neuen Zürcher Zeitung alternativmedizinische Heilmittel, darunter ein «Therapiegerät», das Hepatitis, Tuberkulose, Syphilis und Malaria innerhalb von Minuten heilen können soll. Gemäss ihrer Selbstdarstellung ist die Organisation dagegen eine «Gruppe von Freidenkern», die eine Revolution «für das Wohl aller Menschen dieser Erde» anstrebt. Zur humanistisch-säkular ausgerichteten Freidenker-Vereinigung der Schweiz bestehen allerdings keine Verbindungen, wie diese betont.

## Politik
Martin Frischknecht kandidierte bereits bei den Nationalratswahlen 2003 und 2007 als Spitzenkandidat für die «Partei Interessengemeinschaft Gesundheit» (PIG). Diese vertrat ähnliche Anliegen wie später «Alpenparlament», und ihre Kandidaten traten später teils auch auf der Liste von «Alpenparlament» an.  Das «Alpenparlament» selbst nahm an den Schweizer Parlamentswahlen 2011 im Kanton Bern teil und erhielt 1'409 Stimmen (0,4 %). Zu den Schweizer Parlamentswahlen 2015 trat die Organisation in einer Listenverbindung mit der Schweizerischen Volkspartei (SVP) und der Jungen SVP an.  Bei den Schweizer Parlamentswahlen 2019 tritt die Partei «Gesundheit – Energie – Natur» an, die sich als «parteipolitischer Arm» des «Alpenparlaments» bezeichnet.
Die Organisation wurde 2013 von Gründer Martin Frischknecht und von Roland Schöni geführt, die früher bei den Schweizer Demokraten politisch aktiv waren. In den Medien bekannt wurde die Gruppe im Jahr 2013 dadurch, dass sie die Unterschriftensammlung für das Referendum der Schweizerischen Volkspartei gegen die Erhöhung des Preises der Autobahnvignette administrierte. 2016 trat sie als Mitinitiantin der «Hornkuh-Initiative» auf, die finanzielle Anreize gegen die Enthornung von Nutztieren schaffen will. Nach der wissenschaftlich nicht belegten Auffassung von «Alpenparlament» soll die Milch enthornter Tiere Allergien verursachen.

## Alpenparlament.TV
Unter dem Namen Alpenparlament.TV werden mehrmals pro Monat im Internet Interviewvideos veröffentlicht. Als Moderator trat dabei meist Michael Friedrich Vogt auf, daneben auch Martin Frischknecht selbst, sowie in Einzelfällen auch weitere Personen. Die ersten Sendungen erschienen 2009, anfangs erschienen auch Aufnahmen von Vorträgen. Auch einzelne Dokumentarfilme erschienen auf der Website. 2011 wurde ein Filmproduzent namens Rolf Grund als Chefredakteur genannt. Gemäss Hugo Stamm ist der Internetsender eine Plattform für die rechtsesoterischen Ideen Frischknechts.
«Alpenparlament.TV» zeichnete unter anderem Gespräche mit den folgenden Personen auf:
- Wolfgang Berger
- Hans J. Bocker
- Mathias Bröckers
- Klaus Buchner
- Erich von Däniken
- Klaus Dona
- F. William Engdahl
- Christian Felber
- Peter Fitzek
- Oskar Freysinger
- Michael Grandt
- Wilhelm Hankel
- Johannes Holey
- Sepp Holzer
- Franz Hörmann
- Christoph Hörstel
- Oliver Janich
- Peter Lehmann
- Herdolor Lorenz
- Illobrand von Ludwiger
- Michael Mross
- Rudolf Passian
- Peter Plichta
- Armin Risi
- Peter Feist
- Alireza Salari (iranischer Botschafter in Bern)
- Ulrich Schacht
- Johann Georg Schnitzer
- Bernd Senf
- Gerhard Spannbauer
- Holger Strohm
- Wolfgang Thüne
- Bertram Verhaag
- Daniel Vischer
- Frieder Wagner
- Claudia von Werlhof
- Marcel Wojnarowicz
- Thomas Wüppesahl
- Hans-Joachim Zillmer

## «Alpenparlament Kongress»
2012 und 2013 veranstaltete «Alpenparlament» auch den «Alpenparlament Kongress». Am 1. und 2. Juni 2013 bot dieser laut Programmankündigung unter anderem Vorträge und Diskussionen von bzw. mit:
- Rico Albrecht
- Michael Amira
- Wolfgang Berger
- Andreas von Bülow
- Hardy Burbaum
- Erich von Däniken
- Jürgen Elsässer
- Peter Feist
- Katrin Halser-Frischknecht
- Martin Frischknecht
- Daniele Ganser
- Guido Grandt
- Michael Grandt
- Angie Holzschuh
- Oliver Janich
- Uwe Karstädt
- Tatjana Lackmann
- Jürgen Lütke-Wenning
- Theo Meier zu Evenhausen
- Peter Plichta
- Carola Sarrasin
- Ulrich Schacht
- Marcus Schmieke
- Peter Scholl-Latour
- Michael Friedrich Vogt
- Gerhard Wisnewski

Einige Aufnahmen der Vorträge bzw. Gespräche erschienen auch online beim Alpenparlament.TV. Beworben wurde der Kongress 2013 über das Magazin Compact.